# John Mason Martin
John Mason Martin (* 20. Januar 1837 in Athens, Limestone County, Alabama; † 16. Juni 1898 in Bowling Green, Warren County, Kentucky) war ein US-amerikanischer Rechtsanwalt und Politiker (Demokratische Partei). Er war der Sohn von Gouverneur Joshua L. Martin.

## Werdegang
John Mason Martin besuchte die Gemeinschaftsschule, die High School in Green Springs (Alabama) und die University of Alabama in Tuscaloosa. Er graduierte 1856 am Centre College in Danville (Kentucky). Martin studierte Jura, bekam 1858 seine Zulassung als Anwalt und fing dann in Tuscaloosa an zu praktizieren. Er war zwischen 1871 und 1876 Mitglied im Senat von Alabama. Während dieser Zeit bekleidete er zwischen 1873 und 1876 den Posten des President pro Tempore. Ferner war er zwischen 1875 und 1886 als Professor für Rechtsprechung nach Billigkeitsrecht (equity jurisprudence) an der University of Alabama tätig. Er wurde in den 49. US-Kongress gewählt. Bei seinem Wiederwahlversuch in den 50. US-Kongress erlitt er allerdings eine Niederlage. Er war im US-Repräsentantenhaus vom 4. März 1885 bis zum 3. März 1887 tätig. Nach Ablauf seiner Amtszeit kehrte er zu seiner Tätigkeit als Anwalt in Birmingham (Alabama) zurück.
Er starb 1898 in Bowling Green (Kentucky) und sein Leichnam wurde nach Tuscaloosa überführt, wo er auf dem Greenwood Cemetery beigesetzt wurde.